# Philippe Collard
Pour les articles homonymes, voir Collard.
Ne doit pas être confondu avec Philippe Collard (athlétisme).
Philippe J.E.Gh. Collard, né le 19 mars 1957 à Rocourt (Liège), est un homme politique belge wallon, membre du MR.
Il est :
- licencié en administration publique et relations internationales ;
- ancien fonctionnaire ;
- Chevalier de l'Ordre de Léopold ;
- membre du Conseil interparlementaire consultatif du Benelux.

## Fonctions politiques
- Ancien conseiller provincial de la province de Luxembourg ;
- Ancien Bourgmestre de Bastogne ;
- Secrétaire de la Chambre ;
- Député fédéral depuis le 14 juillet 1999 au 25 mai 2014